# Manantial Coker
El Manantial Coker es un manantial de agua dulce ubicado sobre Coker Spring Road en Aiken, Carolina del Sur, Estados Unidos. El manantial está formado por un "cruce" donde el nivel freático corta la superficie del terreno y según restos arqueológicos, ha sido utilizado desde tiempos prehistóricos. El sitio fue incluido en el Registro Nacional de Lugares Históricos el 18 de enero de 1978. 

## Historia
El lugar, que se remonta a tiempos prehistóricos, sirvió como fuente de agua para los nativos estadounidenses, los primeros colonos de Aiken y las tropas británicas durante la Guerra de Independencia de los Estados Unidos.
Este sitio histórico fue parte de una concesión de tierra original a Ephraim Franklin en 1787, pero el manantial recibió el nombre del propietario original del terreno adyacente. A lo largo de los años, el terreno cambió de manos muchas veces, pero el manantial ganó importancia como parada habitual en la ruta de diligencias de Abbeville a Charleston.
Finalmente, William Perroneau Finley (1803-1876) compró el terreno en 1842 y lo traspasó a Aiken en 1844, con la estipulación de que la ciudad concediera "el uso gratuito de dicho manantial para que lo tuvieran y disfrutaran los ciudadanos y habitantes de Aiken y el público en general para ellos mismos, sus sirvientes, ganado y caballos, para siempre".
Utilizado como lugar de reunión para que las personas lavaran ropa, también sirvió como fuente principal de agua para la ciudad de Aiken hasta que se estableció una planta central de abastecimiento de agua en 1892.
El manantial se cubrió por primera vez con una casa de manantial que se construyó a principios del siglo XIX y en la década de 1850 se agregó una "fachada de ladrillo y estuco de estilo griego". A lo largo de los años los manantiales cayeron en mal estado, pero fueron completamente restaurados en 1972.